# Port-Jérôme-sur-Seine
Port-Jérôme-sur-Seine é uma comuna francesa na região administrativa da Normandia, no departamento do Sena Marítimo. Estende-se por uma área de 30.50 km². Em 2010 a comuna tinha 10 340 habitantes (densidade: 339 hab./km²).
Foi criada em 1 de janeiro de 2016, a partir da fusão das antigas comunas de Notre-Dame-de-Gravenchon, Auberville-la-Campagne, Touffreville-la-Cable e Triquerville.